# Rum and Coca-Cola
Rum and Coca-Cola ist ein Popsong im Calypso-Stil, der während des Zweiten Weltkriegs auf Trinidad entstand. 1944 wurde er als größter Millionenseller der Andrews Sisters deren erfolgreichster Titel, der das Interesse an der Karibik und dem Calypso weckte. Das Stück war Gegenstand zweier Plagiatsprozesse.

## Entstehungsgeschichte
Von 1940 bis 1963 wurde der Nordwestzipfel der damals britischen Insel Trinidad, Chaguaramas, von den britischen Kolonialherren im Rahmen des Zerstörer-für-Stützpunkte-Abkommen an die USA vermietet, die dort eine Marinebasis und später ein Raketenfrühwarnsystem errichteten. Der trinidadische Calypsonian Lord Invader (Rupert Westmore Grant) hatte den Text des Liedes Ende 1942 geschrieben und im Februar 1943 urheberrechtlich registrieren lassen. Der ursprüngliche Text von Grant beschäftigt sich mit der überhandnehmenden Prostitution auf Trinidad seit der Stationierung der „Yankees“ auf der Insel. Die von den Andrews Sisters gesungene Zeile in der ersten Strophe ... and make Trinidad like paradise lautete bei Grant  ... and they give them a better price im Sinne von „die Yankees zahlen besser für die Dienste“. Er hatte US-amerikanische GIs am Strand von Point Cumana in Chaguaramas beobachtet, als sie die auf Trinidad seit 1919 erhältliche Coca-Cola mit karibischem Rum vermischt tranken. 
Ab März 1943 begann er seinen Text auf der Grundlage einer Melodie zu singen, die bereits 1906 in Trinidad von Lionel Belasco und Massie Patterson unter dem Titel L'année passée („Das vergangene Jahr“) komponiert worden war. Belasco wird als Mitautor erwähnt, seitdem er seinen Song 1943 hat urheberrechtlich registrieren lassen. Im September 1943 kam Komödiant Morey Amsterdam als Entertainer für die US-Soldaten nach Trinidad, als Lord Invaders Song bereits auf der ganzen Insel bekannt war. Im November 1943 bot Amsterdam in New York den Song der längst vergessenen Sängerin Jeri Sullivan an und beauftragte den Musikverlag Leo Feist Inc., das Urheberrecht registrieren zu lassen. Amsterdam beteuerte später, nicht gewusst zu haben, dass sowohl Text als auch Musik bereits urheberrechtlich geschützt waren.

## Aufnahmesession mit den Andrews Sisters

Andrews Sisters - Rum and Coca Cola

Am 18. Oktober 1944 hatten die Andrews Sisters in den Decca-Studios bereits zwei Titel (I'm in a Jam (With Baby) / One Meat Ball) aufgenommen und noch 30 Minuten freie Studiozeit, in der sie unter Produktionsregie von Milt Gabler unvorbereitet und ohne ausgearbeitetes Arrangement den ihnen kaum bekannten Song Rum and Coca-Cola zusammen mit dem Orchester von Vic Schoen improvisierten. In weniger als zehn Minuten war die Aufnahme fertig. Im Dezember 1944 wurde die Single Rum and Coca-Cola / One Meat Ball (Decca #18636) veröffentlicht. Noch im selben Monat stellten sie den Calypso im Radio in den Programmen von G.I. Journal und Command Performance vor.
Seit der Veröffentlichung stand der Song unter keinem guten Stern. Zunächst wurde der Text stark kritisiert, weil mit „Rum“ der Alkohol verherrlicht wurde und mit „Coca-Cola“ Schleichwerbung verbunden war. Den sonst um Schutz des Markennamens seines Getränks besorgten Konzern störte die ungenehmigte Werbung diesmal nicht. Zudem enthielt der Text der Andrews Sisters immer noch Andeutungen über mögliche Prostitution. Die Andrews Sisters und alle Beteiligten hatten sich angeblich keine weiteren Gedanken über die Bedeutung des Textes gemacht. Die britische BBC war erst bereit, den Song zu spielen, als der Titel in England in Rum and Limonada abgeändert worden war.

## Verkaufserfolg
Trotz oder gerade wegen der vielfältigen Kritik gewann der Titel schnell an Popularität, als er am 6. Januar 1945 in die Pop-Charts kam. Am 10. Februar erreichte er die Nummer eins, die er dann für zehn Wochen bis zum 17. März 1945 innehatte. Dem Branchenmagazin Variety zufolge hatte der Song innerhalb der ersten vier Wochen seit Veröffentlichung 650.000 Exemplare umgesetzt, bis Ende 1946 waren 2,5 Millionen Platten in den USA verkauft. Weltweit wurden etwa sieben Millionen Stück verkauft, wobei Decca sich Schellack bei anderen Plattenfirmen leihen musste, um die große Nachfrage zu befriedigen.

## Urheberrechtsstreit
Die obige Entstehungsgeschichte deutet die Zweifel über die Urheberschaft des Songs bereits an. Die ersten 200.000 Singles der Andrews Sisters erwähnten Morey Amsterdam als alleinigen Komponisten und Texter. Bereits ab Dezember 1944 wurden dann Amsterdam, Sullivan und Baron als Autoren auf dem Label notiert. Der enorme Erfolg beflügelte die Beteiligten, die Urheberschaft gerichtlich überprüfen zu lassen. Am  26. Oktober 1946 verklagte dem Billboard-Magazin zufolge der Lord Invader vertretende Musikverlag den Morey Amsterdam vertretenden Musikverlag Leo Feist Publishing Company auf Urheberrechtsverletzung. Der Kläger behauptete, dass der Text von Morey Amsterdam während seines Trinidad-Aufenthaltes unberechtigt von Lord Invaders geschütztem Text als Plagiat verbreitet wurde. In einem parallelen Prozess verklagte dann Lionel Belascos Musikverlag ebenfalls die Leo Feist Publishing Company, weil die Melodie von L'année passée unrechtmäßig übernommen worden war.
Die Prozesse reflektierten auch die vorprozessualen Handlungen der Beteiligten. Rupert Westmore Grant hatte sich im Februar 1943 den Text zu Rum and Coca-Cola urheberrechtlich sichern lassen, im Januar 1944 wurde das Copyright für L'année passée gesichert. Der erste Vertrag zwischen dem Musikverlag Feist, Amsterdam und Baron vom 18. Oktober 1944 sprach zwei Drittel der Tantiemen Amsterdam zu, während Baron nicht als Komponist genannt wurde. Ein neuer Vertrag vom 14. Dezember 1944 drittelte nunmehr die Einnahmen zwischen Amsterdam als Texter und Sullivan/Baron als Komponisten. 
Letztlich entschied das Appellationsgericht am 20. Dezember 1947, dass hohe Ähnlichkeiten von Rum and Coca-Cola mit dem Originaltext vorhanden waren und deshalb die Andrews-Sisters-Version ein Plagiat darstelle. Das zweite Verfahren behandelte die Musik. „Der Rhythmus, die Konstruktion und Harmonien beider Songs … sind beinahe identisch“, urteilte das Gericht in zweiter Instanz am 16. März 1949. Lord Invader und Belasco erhielten als Schadensersatz je US $ 132.000 zugesprochen, die Urheberrechtsverletzer behielten jedoch ihr Copyright.